# Samanta Tīna
Samanta Poļakova, mer känd som Samanta Tīna, född 31 mars 1989 i Tukums i dåvarande Lettiska SSR i Sovjetunionen, är en lettisk sångerska, låtskrivare och kompositör. Efter att ha försökt fem gånger (2012, 2013, 2014, 2016 och 2019) med att representera Lettland i Eurovision Song Contest så vann hon den lettiska uttagningen till tävlingen och skulle ha representerat sitt land i 2020 års tävling i Rotterdam med låten "Still Breathing". Hon skulle ha deltagit i den andra semifinalen den 14 maj 2020, men tävlingen ställdes in på grund av coronaviruspandemin 2019–2021. Dock medverkade hon i 2021 års tävling, den här gången med låten "The Moon Is Rising". Hon deltog i den andra semifinalen som sändes den 20 maj och slutade där på en sjuttondeplats.
Samanta Tīna har även försökt vinna den litauiska uttagningen till Eurovision Song Contest (2013 och 2017) och har även deltagit i den litauiska versionen av The Voice.